# Arabian Knights
Arabian Knights (em português: Os Cavaleiros da Árabia), é um desenho criado em 1968 pelos estúdios Hanna-Barbera, para ser apresentado no programa dos Banana Splits. Contava as aventuras de um grupo de aventureiros na Arábia das Mil e uma noites que lutavam contra a tirania do líder usurpador do trono de Bagdá, o maléfico sultão Bakaar.
O líder do grupo era o Príncipe Turhan. Havia ainda Bez, um mágico que podia se transformar em qualquer animal quando dizia "do tamanho de um...". Também fazia parte do grupo de cavaleiros o mago Fariek, que usava as palavras mágicas "Hossan Kobah", além da Princesa Nida (prima de Turhan, que era a mestra dos disfarces), Raseem (o homem mais forte de toda a Arábia) e o burrinho Zazuum (que virava uma tempestade de raios e furacões quando alguém puxava seu rabo).

## Vozes
- Príncipe Turhan: Jay North
- Princesa Nida: Shari Lewis
- Fariek: John Stephenson
- Bez: Henry Corden
- Raseem: Frank Gerstle
- Vangore: Paul Frees
- Bakaar: John Stephenson